# Santomera
Santomera és un municipi de la Regió de Múrcia (Espanya). Té una població de 13.417 habitants (INE 2005)

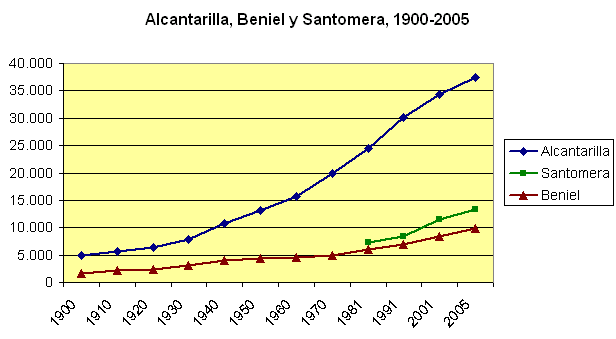
Evolució demogràfica de Santomera (línia verd) en el context dels municipi de l' Horta de Múrcia (exclosa la capital)